# Skave
 For alternative betydninger, se Skave (by).
Skave, Skavehøvl eller Skaver.
Skrave, også kaldt skraber og muligvis ringhøvl er mest af alt en båndkniv med rundet eller cirkulært skær. Bruges bl.a. af bødkere til den indvendige side af staverne. Hvorvidt det er en egentlig høvl eller en modificeret båndkniv, kan være vanskeligt at afgøre. Diskussionen hører hjemme under høvlens udviklingshistorie. Sammenlign med skavl.

## Ekstern Henvisning
- Træsmedens Håndværktøj Arkiveret 16. september 2008 hos  Wayback Machine
- R.A. Salaman: Dictionary of Woodworking tools, London 1989, ISBN 0-04-440256-2